# دافیلدز (ویرجینیای غربی)
دافیلدز (به انگلیسی: Duffields) یک منطقهٔ مسکونی در ایالات متحده آمریکا است که در شهرستان جفرسون، ویرجینیای غربی واقع شده‌است.